# Funeral doom
El funeral doom o funeral doom metal es un subgénero del doom metal caracterizado por llevar los tiempos del death/doom y black/doom hasta un grado extremo de pesadez y lentitud. De esta manera, lleva la atmósfera de desolación y desesperación típica del doom metal a su máxima expresión. Los gruñidos y las distorsiones se utilizan con frecuencia. El término proviene a que su sonido encajaría perfectamente en un entierro o en una procesión mortuoria.
Algunas bandas representativas del funeral doom son Mournful Congregation de Australia; Esoteric del Reino Unido; Evoken de los Estados Unidos; Funeral de Noruega; Shape of Despair, Thergothon y Skepticism de Finlandia; Corrupted del Japón; Frowning de Alemania y Funeris de la Argentina.

## Características
Se trata de un death/doom extremadamente lento, pesado, de ambientes sórdidos y extremadamente depresivos. Las canciones son prolongadas, aunque sin llegar a los extremos del drone doom (en el que una pieza puede alcanzar una hora de duración). No obstante, hay excepciones, como el disco Monolithe I de la banda Monolithe en el que la única canción dura 52 minutos. Los instrumentos son los básicos del heavy metal. Las percusiones son escasas debido a la lentitud del ritmo y las voces son guturales, aunque en algunos casos se incluyen recitaciones. Ciertas bandas incluyen influencias del black metal. Los riffs son consistentes con el doom metal tradicional aunque mucho más lentos y agresivos.

## Historia

### Orígenes
A pesar de que en 1990, el álbum Into Darkness de la banda estadounidense Winter reúne todas las características de lo que posteriormente se conocería como funeral doom, junto con el EP de Cathedral, In Memorium, no se les ha reconocido la fundación del subgénero. Es a Thergothon a quien se le atribuye y probablemente la etiqueta del subgénero tenga relación con la versión de la canción Electric Funeral de Black Sabath en su EP independiente Abysmal Dimenssions, publicado en 1991.
En el contexto del surgimiento del subgénero, bandas como Obituary y Deicide, Napalm Death y Carcass dominaban la escena mundial del metal extremo, con sus ritmos acelerados y voces guturales. El grindcore y el death metal gobernaban el mundo del metal bajo la protección de discográficas del nivel de Nuclear Blast Records, Century Media Records y Earache Records, y parecía que así se iban a quedar las cosas. Sin embargo en esa misma época, Lee Dorrian, que había dejado Napalm Death en 1989, influenciado por la música de bandas clásicas del doom metal como Trouble, Dream Death, Pentagram y Witchfinder General funda la banda pionera del death/doom y el stoner doom, Cathedral. Con una fórmula mágica que combinaba su influencia grindcore y death metal con los ritmos lentos y pesados del doom metal lanza un demo con cuatro canciones de una lentitud insólita. No tardaría mucho tiempo en que este nuevo estilo musical, acuñado con In Memorium, junto con el primer álbum de Winter ya referido, se consolidaran como un género musical.
Thergothon fue una de las primeras bandas en comprender las dimensiones de aquel experimento de Lee Dorrian. En noviembre de 1991 lanzaban el demo Fhtagn-nagh Yog-Sothoth, llevando la lentitud y pesadez del sonido de Cathedral, con canciones como Elemental, Evoken y Yet the Watchers Guard,con lo que dieron mayor definición a lo que posteriormente se conoció como funeral doom, a no ser con una gran parte, sino con todas sus canciones, extremadamente lentas y pesadas.

### Aparición y consolidación
Pronto Thergothon llamaría la atención como fundador del subgénero y otras bandas de la región en la que se desenvolvía, como la finlandesa Skepticism y la noruega Funeral se convertirían en las primeras representantes de este subgénero. Si bien la banda Funeral se forma en 1991 en la vena del death metal, no es sino hasta finales de 1994 que logran lanzar su primer disco completo, Tragedies (Freedom Finland), ya completamente inmersos en el doom metal, convirtiéndose en uno de los más populares discos del funeral doom. A este disco le seguirían otros de la calidad de In Fields of Pestilential Grief (2002) o From These Wounds (2007), aunque en estos últimos abandona el funeral doom por un doom metal gótico de voces limpias en algunos casos femeninas como en otros masculinas. Por su parte, Skepticism inicia en 1992 con Towards My End también en la vena del death metal. En 1994 lanza el demo Aeothe Kaear ya dentro del funeral doom y en 1995 consigue lanzar su primer LP bajo la tutela de Red Stream Records, Stormcrowfleet. A este trabajo le seguirían otros como Lead and Aether (1998) y Farmakon (2003) en la pura vena del funeral doom.
Otra banda pionera del funeral doom es la también finlandesa Shape of Despair formada en 1995 como Raven y que entre sus instrumentos incluye el violín y la flauta.
En menos de una década el funeral doom se consolidaba como un subgénero de doom metal con bandas de la calidad de Funeral, Worship, Monolithe y Mournful Congregation, u otros más modernos como Ahab.